# Skigebiet Motta Naluns

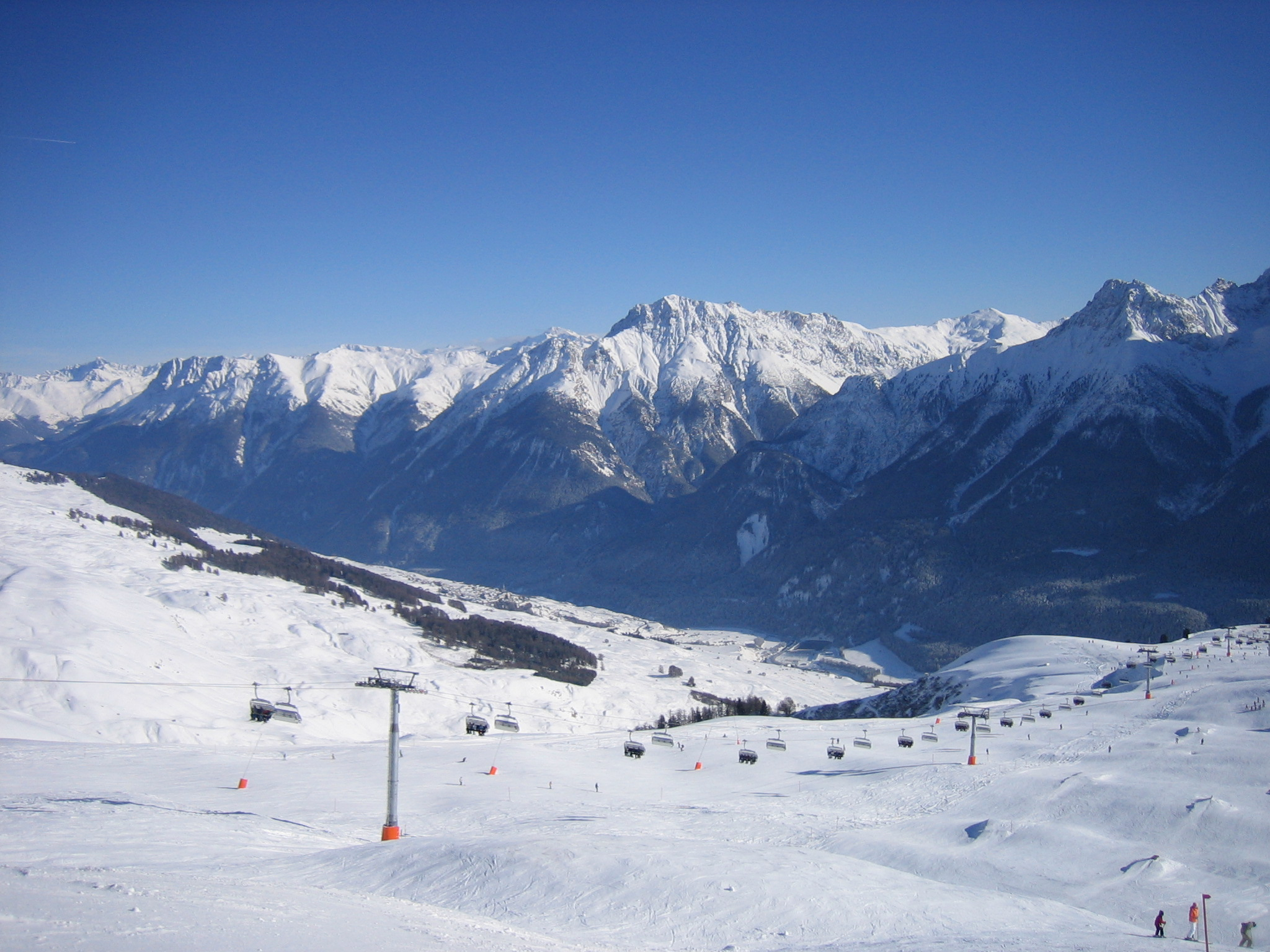
Blick auf den Sessellift „Naluns“ im Vordergrund und die Engadiner Dolomiten, links unten im Tal liegt Sent

Das Skigebiet Motta Naluns ist ein auf 1250 bis 2785 Metern Höhe gelegenes Skigebiet der Gemeinden Scuol, Ftan und Sent, das mit 80 Kilometern präparierten Pisten und zwölf Liftanlagen zu den mittelgrossen Skigebieten der Schweiz zählt.

## Das Skigebiet
Der grosse Teil der 80 Pistenkilometern ist leicht bis mittelschwer; schwierigere Abfahrten finden sich vor allem am Mot da Ri und im Bereich der Sesselbahn Salaniva. Die Talstation in Scuol liegt auf 1295 Metern, der höchste Punkt des Skigebiets ist die Bergstation Champatsch auf 2785 m ü. M.
Neben dem 6er-Sessellift „Naluns“ liegt ein Snowpark für Snowboarder und Skifahrer.

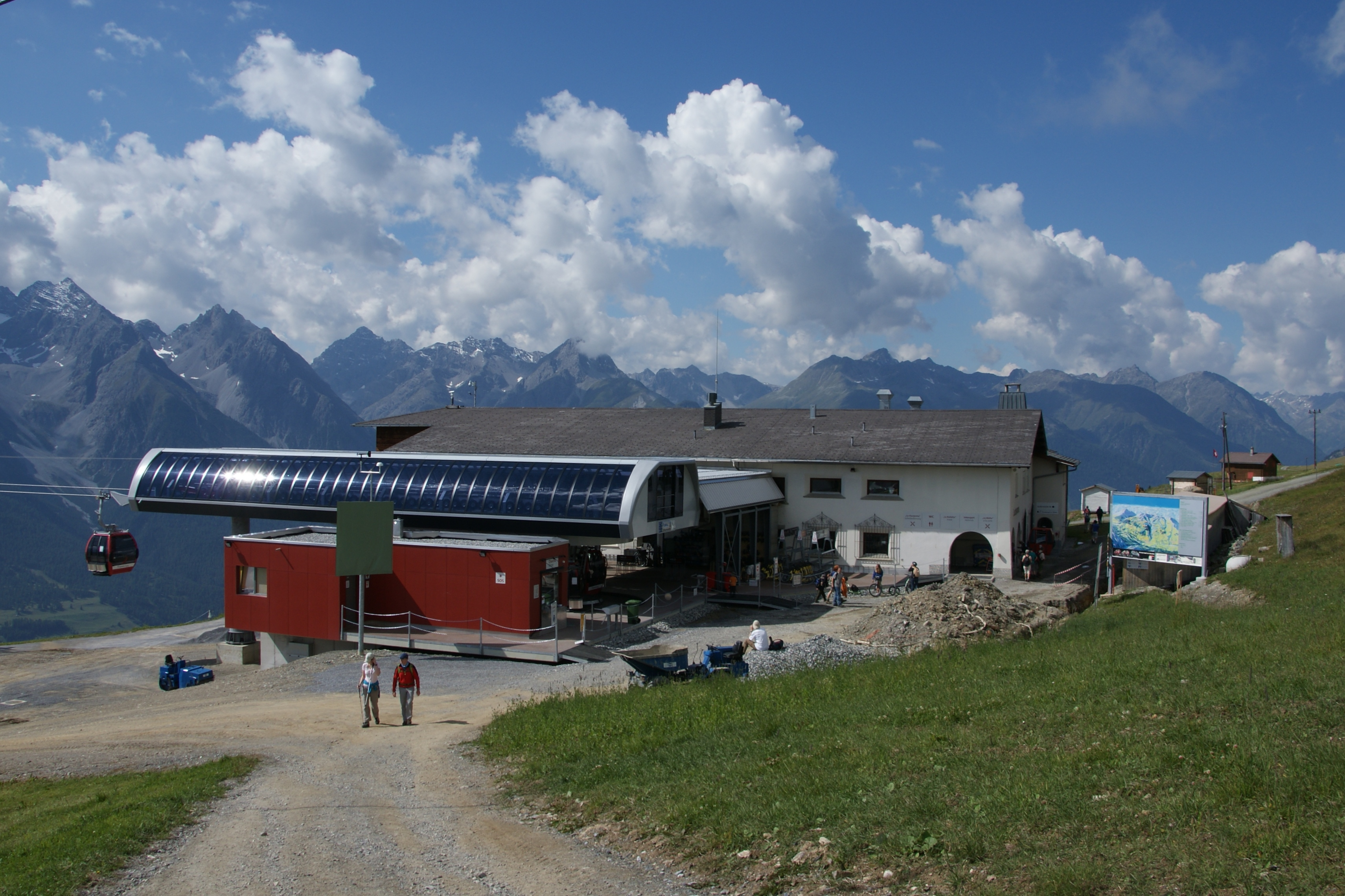
Bergstation der Gondelbahn von Scuol — Motta Naluns im Sommer

Als Highlight gilt die zehn Kilometer lange und im unteren Teil auf drei Kilometern künstlich beschneite „Traumpiste“ nach Sent (1430 m ü. M.). Weitere Pisten sind die mittelschwere Talabfahrt nach Scuol (5,5 km) sowie die drei Kilometer lange Talabfahrt nach Ftan (1684 m ü. M.).
Das Beschneiungssystem wurde seit den ersten künstlichen Beschneiungen 1991 stark erweitert. Neben der nun mit Lanzen vollbeschneiten Talabfahrt werden auch weitere Pisten durch Lanzensysteme beschneit. Ferner stehen einige Niederdruck-Schneekanonen an neuralgischen Punkten.
Die Seilbahn von Scuol nach Motta Naluns ersetzte zwei aus den Jahren 1971 und 1979 stammende Bahnen. Sie wurde im Sommer 2009 errichtet und nahm in der Wintersaison 2009/10 ihren Betrieb auf. Im Sommer 2010 wurde die 2er-Sesselbahn von Ftan nach Prui ersetzt. Die alte Sesselbahn wurde ab April 2010 mit sechs 40-Tonnen-Sattelschleppern in die kirgisische Skiregion Orlowka transportiert und dort in derselben Länge wie in Ftan wieder aufgebaut und ist dort seit dem Winter 2010/2011 in Betrieb. In Ftan ist seither eine neue 4er-Sesselbahn in Betrieb.

## Bahnanlagen
grau: ehemalige Anlagen; rosa: heutige Anlagen
| Anlagenname                                                   | Strecke                  | Typ                       | Baujahr                                                | Kapazität                                                       | Länge  | Höhendifferenz | Fahrzeit  | Hersteller                            |
| ------------------------------------------------------------- | ------------------------ | ------------------------- | ------------------------------------------------------ | --------------------------------------------------------------- | ------ | -------------- | --------- | ------------------------------------- |
| Motta Naluns (bis 1979)                                       | Scuol - Motta Naluns     | 2er-Gondelbahn            | 1955                                                   | 150 Personen/h (35 Kabinen à 2 Personen), später 240 Personen/h | 2310 m | 855 m          | 15'       | Giovanola (Seilbahn), Eggli (Kabinen) |
| Motta Naluns (silbrig) (bis 2009)                             | Scuol - Motta Naluns     | 4er-Gondelbahn            | 1971                                                   | 700 Personen/h                                                  | 2310 m | 855 m          | 12'       | WSO                                   |
| Motta Naluns (rot) (bis 2009)                                 | Scuol - Motta Naluns     | 4er-Gondelbahn            | 1978                                                   | 1000 Personen/h                                                 | 2310 m | 855 m          | 10'       | Habegger, CWA                         |
| Motta Naluns (rot)                                            | Scuol - Motta Naluns     | 8er-Gondelbahn            | 2009                                                   | 2800 Personen/h (86 Kabinen à 8 Personen)                       | 2127 m | 856 m          | 7′42″     | Garaventa                             |
| Naluns (bis 1964, dann im Tal aufgebaut als Skilift Rachögna) | Motta Naluns - Schlivera | Skilift mit Dieselantrieb | 1958                                                   |                                                                 |        |                |           | Tebru                                 |
| Naluns (bis 2004)                                             | Motta Naluns - Schlivera | Skilift                   | 1964, 1971 verdoppelt, 1978 mit drittem Lift erweitert |                                                                 |        |                |           | WSO                                   |
| Naluns                                                        | Motta Naluns - Schlivera | 6er-Sesselbahn            | 2004                                                   | 3200 Personen/h                                                 | 1460 m | 278 m          | 4′52″     | Leitner                               |
| Rachögna (Skilift Naluns von 1958)                            | Scuol                    | Skilift                   | 1964                                                   | 600 Personen/h                                                  | 520 m  | 140 m          | 3′05″     | Tebru                                 |
| Mot da Ri I (bis 1994)                                        | Jonvrai - Mot da Ri      | Skilift                   | 1962, 1978 nach unten verlängert                       |                                                                 |        |                |           | Poma                                  |
| Mot da Ri II (bis 1994)                                       | Jonvrai - Mot da Ri      | Skilift                   | 1968                                                   |                                                                 |        |                |           | WSO                                   |
| Mot da Ri                                                     | Jonvrai - Mot da Ri      | 4er-Sesselbahn            | 1994                                                   | 2400 Personen/h                                                 | 1330 m | 405 m          | 4′30″     | Garaventa                             |
| Clünas (1999 zum Teil von einer Lawine verschüttet)           | Jonvrai - Clünas         | Skilift                   | 1969, 1982 verdoppelt                                  |                                                                 |        |                |           | WSO                                   |
| Clünas                                                        | Jonvrai - Clünas         | 4er-Sesselbahn            | 1999                                                   | 2200 Personen/h                                                 | 1170 m | 300 m          | 3′50″     | Garaventa                             |
| Ftan-Natèas (bis 2010)                                        | Ftan - Prui              | 2er-Sesselbahn            | 1970                                                   | 700 Personen/h                                                  | 1300 m | 390 m          | 11' - 14' | WBB                                   |
| Ftan-Natèas                                                   | Ftan - Prui              | 4er-Sesselbahn            | 2010                                                   | 1200 Personen/h (46 Sessel à 4 Personen)                        | 1201 m | 393 m          | 4′38″     |                                       |
| Prui I (bis 2016)                                             | Natèas/Prui - Schlivera  | Skilift                   | 1970                                                   | 1000 Personen/h                                                 | 1600 m | 330 m          | 8′05″     | WBB                                   |
| Prui II (bis 2016)                                            | Natèas/Prui - Schlivera  | Skilift                   | 1988                                                   | 1100 Personen/h                                                 | 1600 m | 330 m          | 8′05″     | Garaventa                             |
| Prui                                                          | Natèas/Prui - Clünas     | 6er-Sesselbahn            | 2016                                                   | 2400 Personen/h                                                 | 1640 m | 443 m          |           |                                       |
| Champatsch I                                                  | - Fcla da Champatsch     | Skilift                   | 1971                                                   | 1100 Personen/h                                                 | 1320 m | 350 m          | 6′55″     | Städeli                               |
| Champatsch II                                                 | - Fcla da Champatsch     | Skilift                   | 1980                                                   | 1100 Personen/h                                                 | 1320 m | 350 m          | 6′30″     | Städeli                               |
| Salaniva                                                      | Jonvrai - Salaniva       | 4er-Sesselbahn            | 1988                                                   | 1200 Personen/h                                                 | 1900 m | 530 m          | 8'        | Garaventa                             |
| Sent (bis 1976)                                               |                          | Skilift                   | 1965                                                   |                                                                 |        |                |           |                                       |